# Società Sportiva Felice Scandone 2002-2003
Questa voce raccoglie le informazioni riguardanti la  Società Sportiva Felice Scandone nelle competizioni ufficiali della stagione 2002-2003.

## Verdetti stagionali
Competizioni nazionali
- Serie A:
  - stagione regolare: 15º posto su 18 squadre (13/21)

## Stagione
La stagione 2002-2003 della Società Sportiva Felice Scandone sponsorizzata Air, è la 3ª nel massimo campionato italiano di pallacanestro, la Serie A.
All'inizio della nuova stagione la Lega Basket decise di modificare il regolamento riguardo al numero di giocatori extracomunitari consentiti per ogni squadra che così passò a quattro, con anche la reintroduzione della distinzione tra giocatori comunitari ed extracomunitari.

## Roster
| Air Avellino 2002-03 | Air Avellino 2002-03 |
| Giocatori            | Staff tecnico        |
| -------------------- | -------------------- |

| N. | Naz.                                               | Ruolo | Nome                | Anno | Alt.   | Peso   |  |
| -- | -------------------------------------------------- | ----- | ------------------- | ---- | ------ | ------ |  |
| 4  | Stati Uniti (bandiera)                             | AP    | Bryan Bracey        | 1978 | 201 cm | 102 kg |  |
| 4  | Stati Uniti (bandiera)                             | G     | James Collins       | 1973 | 194 cm | 89 kg  |  |
| 5  | Stati Uniti (bandiera) · Italia (bandiera)         | P     | Anthony Giovacchini | 1979 | 190 cm | 72 kg  |  |
| 6  | Spagna (bandiera)                                  | P     | Iván Corrales       | 1974 | 182 cm | 78 kg  |  |
| 6  | Italia (bandiera)                                  | G     | Pasquale Nigro      | 1984 | 190 cm | 85 kg  |  |
| 7  | Macedonia del Nord (bandiera)                      | AG    | Todor Gečevski      | 1977 | 210 cm | 105 kg |  |
| 8  | Italia (bandiera)                                  | C     | Massimo La Torre    | 1969 | 214 cm |        |  |
| 9  | Stati Uniti (bandiera)                             | PG    | David Vanterpool    | 1973 | 194 cm | 85 kg  |  |
| 10 | Stati Uniti (bandiera) · Italia (bandiera)         | G     | Larry Middleton (C) | 1965 | 190 cm | 92 kg  |  |
| 11 | Italia (bandiera)                                  | P     | Maurizio Ferrara    | 1986 | 185 cm | 75 kg  |  |
| 12 | Italia (bandiera)                                  | GA    | Costantino Urciuoli | 1985 | 192 cm | 81 kg  |  |
| 13 | Serbia e Montenegro (bandiera) · Grecia (bandiera) | C     | Dušan Jelić         | 1974 | 212 cm | 115 kg |  |
| 14 | Croazia (bandiera)                                 | AC    | Ante Grgurević      | 1975 | 198 cm | 103 kg |  |
| 15 | Germania (bandiera)                                | C     | Alexander Kühl      | 1973 | 215 cm | 135 kg |  |
|    | Italia (bandiera)                                  | G     | Francesco Silvestri | 1985 | 188 cm | 75 kg  |  |
|    | Italia (bandiera)                                  | G     | Enzo Maria Genovino | 1985 |        |        |  |
|    | Italia (bandiera)                                  | A     | Carlo Chelli        | 1985 |        |        |  |

| Allenatore                                                                                          |
| - Zare Markovski                                                                                    |
| Assistente/i                                                                                        |
| - Gianluca De Gennaro - Marco Ramondino Legenda - (C) Capitano - (IN) Inattivo - Infortunato Roster |

### Staff tecnico e dirigenziale
- Allenatore: Zare Markovski
- Assistente: Gianluca De Gennaro
- Assistente: Marco Ramondino
- Preparatore Atletico:  Maurizio Maietta
- Medico: Gabriele Ferrante
- Medico: Luciano Marino
- Massaggiatore: Gerardo Zeccardo

- Presidente: Generoso Benigni
- Vicepresidente: Pio Gagliardi
- Direttore Sportivo: Menotti Sanfilippo
- Team Manager: Giacomantonio Tufano
- Segretario Generale: Antonello Nevola
- Dirigente Accompagnatore: Gerardo Mariella
- Relazioni Esterne: Paola Ricciarelli
- Addetto stampa: Ivo Capone
- Segreteria: Benedetta Capaldo
- Resp. Settore Giovanile: Vincenzo Tedesco

## Mercato

### Sessione estiva
| Acquisti | Acquisti            | Acquisti          | Acquisti   | Acquisti |
| R.       | Nome                | da                | Modalità   |          |
| -------- | ------------------- | ----------------- | ---------- | -------- |
| G        | David Vanterpool    | K.C. Knights      | definitivo |          |
| G        | Larry Middleton     | V.L. Pesaro       | definitivo |          |
| C        | Dušan Jelić         | Olympiakos        | definitivo |          |
| P        | Anthony Giovacchini | Stanford Cardinal | definitivo |          |
| AC       | Ante Grgurević      | Spalato           | definitivo |          |
| AP       | Bryan Bracey        | Bnei HaSharon     | definitivo |          |
| C        | Alexander Kühl      | Peristeri         | definitivo |          |
| P        | Iván Corrales       | Cantabria         | definitivo |          |
| AG       | Todor Gečevski      | Gostivar          | definitivo |          |
| C        | Massimo La Torre    |                   | definitivo |          |

| Cessioni | Cessioni               | Cessioni           | Cessioni       | Cessioni |
| R.       | Nome                   | a                  | Modalità       |          |
| -------- | ---------------------- | ------------------ | -------------- | -------- |
| AC       | Tyrone Grant           | Florida S. Dragons | fine contratto |          |
| G        | Geno Carlisle          | Marinos de Oriente | fine contratto |          |
| P        | Sydney Johnson         | Girona             | fine contratto |          |
| AC       | Matteo Nobile          | Mens Sana Siena    | fine contratto |          |
| A        | Jarod Stevenson        | Bnei HaSharon      | fine contratto |          |
| P        | Diego Ciorciari        | Crabs Rimini       | fine contratto |          |
| AG       | Jared Prickett         | Gijón              | fine contratto |          |
| C        | Thalamus McGhee        | Pall. Reggiana     | fine contratto |          |
| AP       | Gregor Hafnar          | Nancy              | fine contratto |          |
| C        | Lorenzo Di Marcantonio | Crabs Rimini       | fine prestito  |          |

### Dopo l'inizio della stagione
| Acquisti | Acquisti      | Acquisti    | Acquisti         | Acquisti   |
| R.       | Nome          | da          | Data             | Modalità   |
| -------- | ------------- | ----------- | ---------------- | ---------- |
| G        | James Collins | Guaiqueríes | 28 novembre 2002 | definitivo |

| Cessioni | Cessioni         | Cessioni       | Cessioni         | Cessioni    |
| R.       | Nome             | a              | Data             | Modalità    |
| -------- | ---------------- | -------------- | ---------------- | ----------- |
| AP       | Bryan Bracey     | H. Gerusalemme | 20 novembre 2002 | rescissione |
| C        | Massimo La Torre | Free agent     | 2 gennaio 2003   | rescissione |
| P        | Iván Corrales    | Saski Baskonia | 31 marzo 2003    | rescissione |
| C        | Alexander Kühl   | CSP Limoges    | 31 marzo 2003    | rescissione |

## Risultati

### Regular season

#### Girone di andata
| Treviso 22 settembre 2002, ore 18:15 1ª giornata | Pall. Treviso | 95 – 70 | Scandone Avellino | Palaverde |

| Avellino 26 settembre 2002, ore 20:30 2ª giornata | Scandone Avellino | 113 – 85 | Basket Livorno | PalaDelMauro |

| Avellino 29 settembre 2002, ore 18:15 3ª giornata | Scandone Avellino | 74 – 89 | Fortitudo Bologna | PalaDelMauro |

| Roseto degli Abruzzi 6 ottobre 2002, ore 18:15 4ª giornata | Pall. Roseto | 89 – 79 | Scandone Avellino | PalaMaggetti |

| Napoli 14 ottobre 2002, ore 20:30 5ª giornata | Basket Napoli | 78 – 74 | Scandone Avellino | PalaBleu |

| Avellino 20 ottobre 2002, ore 18:15 6ª giornata | Scandone Avellino | 103 – 83 | Fabriano Basket | PalaDelMauro |

| Siena 27 ottobre 2002, ore 18:15 7ª giornata | Mens Sana Siena | 86 – 65 | Scandone Avellino | PalaEstra |

| Avellino 3 novembre 2002, ore 18:15 8ª giornata | Scandone Avellino | 84 – 86 | Pall. Varese | PalaDelMauro |

| Biella 10 novembre 2002, ore 17:45 9ª giornata | Pall. Biella | 93 – 66 | Scandone Avellino | Palasport Biella |

| Avellino 16 novembre 2002, ore 20:30 10ª giornata | Scandone Avellino | 70 – 68 | Amici Pall. Udinese | PalaDelMauro |

| Pesaro 1º dicembre 2002, ore 18:15 11ª giornata | V.L. Pesaro | 88 – 98 | Scandone Avellino | Adriatic Arena |

| Avellino 7 dicembre 2002, ore 17:05 12ª giornata | Scandone Avellino | 76 – 86 | Pall. Cantù | PalaDelMauro |

| Casalecchio di Reno 15 dicembre 2002, ore 18:15 13ª giornata | Virtus Bologna | 85 – 70 | Scandone Avellino | Unipol Arena |

| Avellino 22 dicembre 2002, ore 18:15 14ª giornata | Scandone Avellino | 72 – 65 | Pall. Trieste | PalaDelMauro |

| Reggio Calabria 28 dicembre 2002, ore 18:30 15ª giornata | Viola R. Calabria | 81 – 77 | Scandone Avellino | PalaCalafiore |

| Avellino 2 gennaio 2003, ore 20:30 16ª giornata | Scandone Avellino | 76 – 85 | Olimpia Milano | PalaDelMauro |

| Roma 5 gennaio 2003, ore 18:15 17ª giornata | Virtus Roma | 91 – 75 | Scandone Avellino | PalaTiziano |

#### Girone di ritorno
| Avellino 12 gennaio 2003, ore 18:15 1ª giornata | Scandone Avellino | 110 – 100 | Pall. Treviso | PalaDelMauro |

| Livorno 18 gennaio 2003, ore 20:30 Mabo 2ª giornata | Basket Livorno | 93 – 86 | Scandone Avellino | PalaMacchia |

| Bologna 2 febbraio 2003, ore 18:15 3ª giornata | Fortitudo Bologna | 97 – 65 | Scandone Avellino | PalaDozza |

| Avellino 9 febbraio 2003, ore 18:15 4ª giornata | Scandone Avellino | 68 – 64 | Pall. Roseto | PalaDelMauro |

| Avellino 16 febbraio 2003, ore 18:15 5ª giornata | Scandone Avellino | 80 – 70 | Basket Napoli | PalaDelMauro |

| Fabriano 2 marzo 2003, ore 18:15 6ª giornata | Fabriano Basket | 70 – 68 | Scandone Avellino | PalaIndesit |

| Avellino 9 marzo 2003, ore 18:15 7ª giornata | Scandone Avellino | 87 – 99 | Mens Sana Siena | PalaDelMauro |

| Varese 13 marzo 2003, ore 20:30 8ª giornata | Pall. Varese | 94 – 93 | Scandone Avellino | PalaWhirlpool |

| Avellino 16 marzo 2003, ore 18:15 9ª giornata | Scandone Avellino | 97 – 86 | Pall. Biella | PalaDelMauro |

| Udine 23 marzo 2003, ore 18:00 10ª giornata | Amici Pall. Udinese | 85 – 74 | Scandone Avellino | PalaCarnera |

| Avellino 30 marzo 2003, ore 18:15 11ª giornata | Scandone Avellino | 88 – 72 | V.L. Pesaro | PalaDelMauro |

| Cucciago 3 aprile 2003, ore 20:30 12ª giornata | Pall. Cantù | 83 – 65 | Scandone Avellino | Mapooro Arena |

| Avellino 6 aprile 2003, ore 18:15 13ª giornata | Scandone Avellino | 77 – 76 | Virtus Bologna | PalaDelMauro |

| Trieste 13 aprile 2003, ore 18:15 14ª giornata | Pall. Trieste | 98 – 102 | Scandone Avellino | PalaTrieste |

| Avellino 19 aprile 2003, ore 20:30 15ª giornata | Scandone Avellino | 74 – 71 | Viola R. Calabria | PalaDelMauro |

| Milano 27 aprile 2003, ore 18:15 16ª giornata | Olimpia Milano | 84 – 78 | Scandone Avellino | PalaLido |

| Avellino 3 maggio 2003, ore 20:30 17ª giornata | Scandone Avellino | 74 – 79 | Virtus Roma | PalaDelMauro |